# Muzeum Czynu Zbrojnego w Krakowie
Muzeum Czynu Zbrojnego w Krakowie – muzeum mieszczące się w Krakowie na osiedlu Górali 23 w Nowej Hucie, prowadzone przez Małopolską Fundację Dom Kombatanta Rzeczpospolitej Polskiej-Muzeum Czynu Zbrojnego.

## Historia
Pierwsza wystawa muzeum miała miejsce w 1963 roku. Zorganizował ją Antoni Dałkowski, prezes organizacji ZBoWiD Huty im. Lenina. Wystawę pod nazwą „Pracownicy HiL w walkach o Polskę Ludową” zorganizowano w Zakładowym Domu Kultury HiL. Eksponaty pochodziły z prywatnych zbiorów pracowników Huty im. Lenina, kombatantów walczących w Legionach Polskich, w powstaniu wielkopolskim, w powstaniach śląskich, w wojnie bolszewickiej oraz w II wojnie światowej, którzy przez kilka kolejnych lat powiększali zbiory muzeum. W 1979 roku zakończono remont budynku polegający na wzmocnieniu fundamentów i dobudowie 2 piętra. Powstała tam m.in. duża sala w której mozaikę na ścianie wykonała Helena Trzebiatowska. Prace wykonało Hutnicze Przedsiębiorstwo Remontowe nr 3.

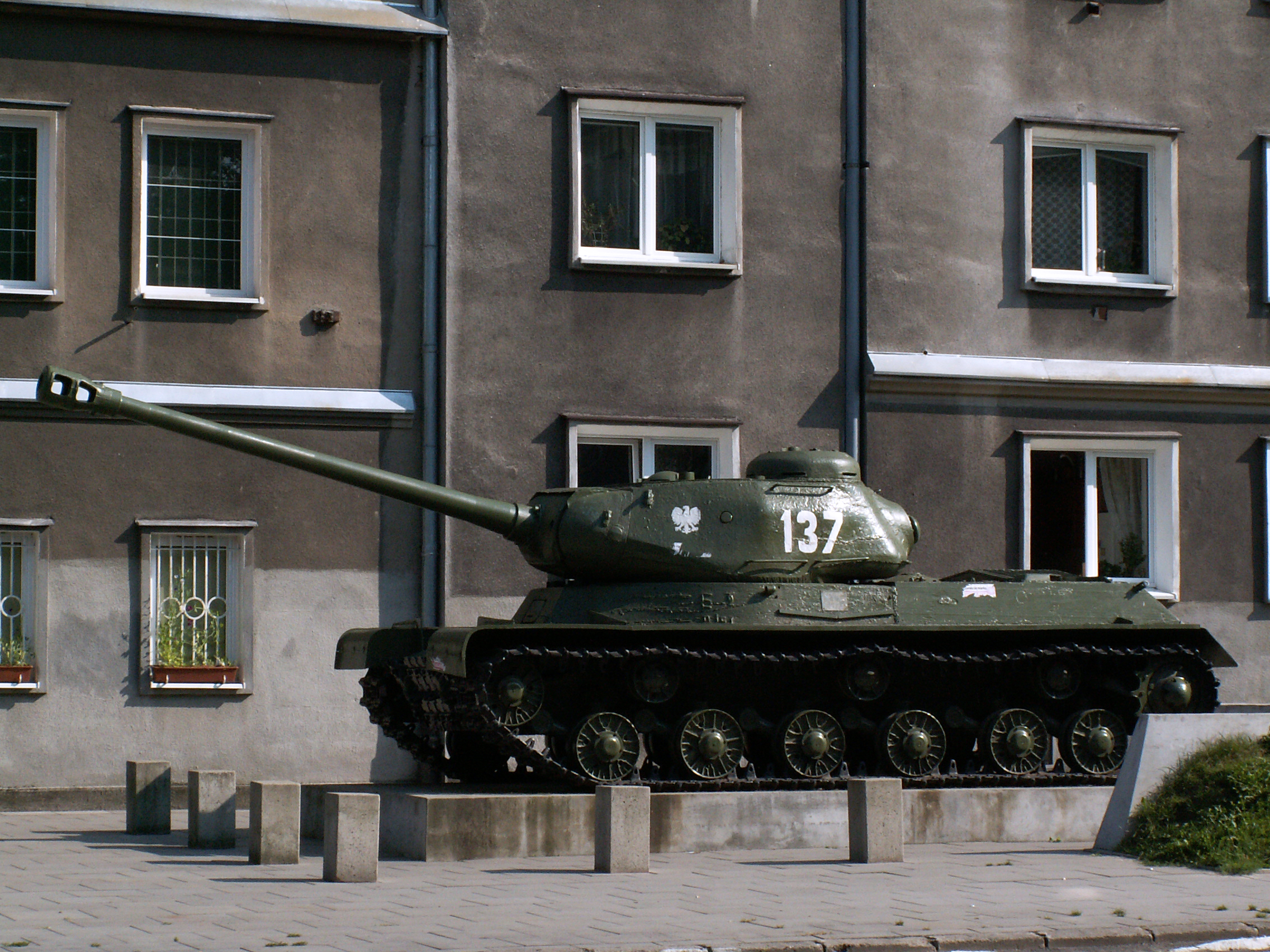
Czołg IS-2 przed Muzeum

Przed muzeum stoi ciężki czołg IS-2, który w styczniu 1945 r. został przydzielony do 5. Pułku Czołgów Ciężkich 2. Armii Wojska Polskiego i wziął udział w walkach pod Toporowem, Budziszynem i na terenie Czechosłowacji. W czasie walk II wojny światowej jego załoga zniszczyła 4 samochody pancerne, 3 działa, 2 czołgi niemieckie, a jeden czołg uszkodziła. Jest jednym z symboli Nowej Huty, postawiono go przed Muzeum w 1969 roku.
W 2022 muzeum zostało przejęte przez Muzeum Armii Krajowej w Krakowie.

## Zbiory
Do 1970 roku zgromadzono 3 tysięcy eksponatów. W XXV-lecie zwycięstwa nad Niemcami, 9 maja 1970 roku oficjalnie otwarto Muzeum Czynu Zbrojnego Pracowników Huty im. Lenina.
Głównymi eksponatami są:
- Różne typy broni
- mundury polskich i radzieckich żołnierzy i partyzantów oraz więźniów politycznych
- ordery, odznaczenia i medale
- rozkazy bojowe, gazety oraz zdjęcia
- dzieła więźniów obozów koncentracyjnych m.in. J.Horwath-Hadeckiej, Józefa Pawlika

Ponadto w muzeum znajduje się 21 sztandarów organizacji bojowych i kombatanckich, m.in. sztandar Legionów Polskich; Powstańców Śląskich oraz sztandar wykonany przez więźniarki obozu Mauthausen-Gusen. W muzeum znalazły miejsce także urny z prochami z pól bitewnych II wojny światowej, Katynia i obozów koncentracyjnych.